# Trichoniscus litorivagus
Trichoniscus litorivagus là một loài chân đều trong họ Trichoniscidae. Loài này được Verhoeff miêu tả khoa học năm 1944.